# 朱台浤
慶定王朱台浤（1492年—1551年），明朝第六代慶王，恭王朱寘錖的庶第一子。弘治十六年（1503年）襲封慶王，在位二十一年。嘉靖三年（1524年），朱台浤因賄賂鎮守太監李昕、總兵官勳，及在安化王之乱時曾向安化王朱寘鐇行君臣禮，而廢為庶人，後遷往西安居住。此後慶國由慶府宗理朱寘銂管理。嘉靖十五年（1536年）以上慈壽太后及慈仁太后徽號之名恩准恢復朱台浤冠帶。嘉靖三十年（1551年）朱台浤去世，一年後其次子朱鼒枋嗣位，並追復朱台浤王號，諡曰定。

## 子
1. 端和世子 朱鼒櫍
2. 慶惠王 朱鼒枋
3. 延川端穆王 朱鼒檟
4. 朱鼒𣘝
5. 朱鼒札
6. 朱鼒(木受)

| 前任者： 父恭王朱寘錖 | 明慶國國王 1503年－1524年 | 空缺下一位持有相同頭銜者：子惠王朱鼒枋 |
| 前任者： 父恭王朱寘錖 | 明慶國國王 1503年－1524年 | 繼任： 叔朱寘銂 慶府宗理               |